# 凤鹛属
凤鹛属（学名：Yuhina）是绣眼鸟科下的一个属，由英国博物学家布赖恩·霍顿·霍奇森于1836年命名，该属物种以纹喉凤鹛为模式种，属名源自尼泊尔语。该属曾被列为画眉科，后经分子系统发生学研究，该属被转入绣眼鸟科。
该属包含一下七个物种：
- 黑额凤鹛 (Yuhina nigrimenta)
- 褐头凤鹛 (Yuhina brunneiceps)
- 黄颈凤鹛 (Yuhina flavicollis)
- 缅甸凤鹛 (Yuhina humilis)
- 白项凤鹛 (Yuhina bakeri)
- 纹喉凤鹛 (Yuhina gularis)
- 棕臀凤鹛 (Yuhina occipitalis)

白腹凤鹛（Erpornis zantholeuca）曾被归为该属，后被列为绿凤鹛属。